# غريتا فرنانديز
غريتا فرنانديز (بالإسبانية: Greta Fernández)‏ هي ممثلة إسبانية، ولدت في 4 فبراير 1995 في برشلونة في إسبانيا.

## وصلات خارجية
- غريتا فرنانديز على موقع IMDb (الإنجليزية)
- غريتا فرنانديز على موقع روتن توميتوز (الإنجليزية)
- غريتا فرنانديز على موقع ألو سيني (الفرنسية)
- غريتا فرنانديز على موقع أول موفي (الإنجليزية)
- غريتا فرنانديز على موقع قاعدة بيانات الفيلم (الإنجليزية)